# Observations sur la religion, les lois, le gouvernement et les mœurs des Turcs
Les Observations sur la religion, les lois, le gouvernement et les mœurs des Turcs sont un essai du diplomate anglais James Porter publié en 1768. Elles constituent une description globale de la société ottomane du milieu du XVIIIe siècle. Elles accordent une place centrale à la religion en se basant sur l'observation acérée du diplomate. 
Pour Henry Laurens, cette traduction marque en France une rupture par rapport aux descriptions théoriques centrées sur le despotisme initiées par Montesquieu et reprises par Turgot. Le système politique ottoman est efficace grâce au contre-pouvoir de la religion : du Coran comme référence suprême, du corpus juridique qui s'en est inspiré et des interprètes et religieux. James Porter est donc l'un des derniers à louer l'efficacité de l'Empire ottoman avant les grandes défaites qui vont faire primer les explications sur la décadence de l'Empire. Abraham Hyacinthe Anquetil-Duperron s'inspirera de ses observations dans sa Législation orientale.

## Plan de l'œuvre
Préface

### Livre I

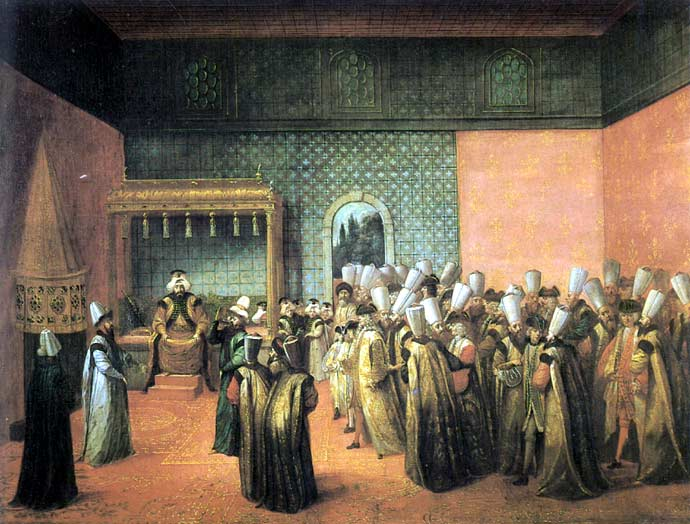
Une cérémonie de réception d'ambassadeurs par Jean-Baptiste van Mour; James Porter décrit en détail la condition de ses condisciples diplomates

- Chapitre I. Combien il est difficile en Turquie de s’instruire de ce qui concerne ce pays. Caractère des Turcs.
- Chapitre II. De la Religion mahométane.
- Chapitre III. Du Pèlerinage de la Mecque
- Chapitre IV. Des sectes.
- Chapitre V. Du gouvernement ecclésiastique mahométan & des Lois civiles
- Chapitre VI. Du Koran
- Chapitre VII. Du Despotisme & des Barbares qui le resserent
- Chapitre VIII. Faits propres à éclaircir le Chapitre précédent concernant le Gouvernement Turc.
- Chapitre IX. Histoire du Gouvernement du Vizir Ragib Mehemet Pasha
- Chapitre X. Du changement de Vizirs, de l’Ordre qui s’observe dans les affaires. De la Politique du Ministere Turc.

### Livre II
- Chapitre I. De l’Administration de la Justice.
- Chapitre II. Des Ambassadeurs. Leurs Audiences.
- Chapitre III. Observations diverses sur les Mœurs des Turcs.
- Chapitre IV. Observations sur les Grecs.
- Chapitre V. De la Religion des Grecs.

## Analyse de l'œuvre

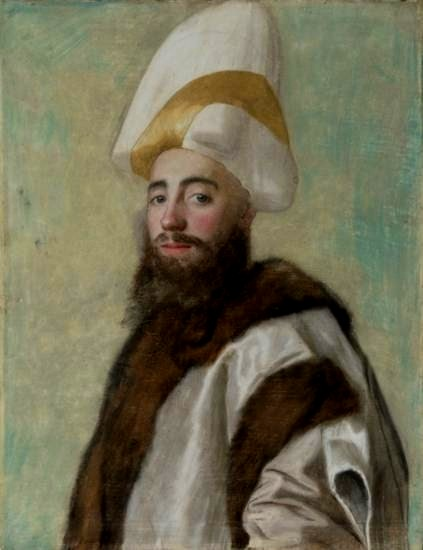
Portrait d'un grand vizir par Jean-Étienne Liotard, autour de 1740

L’œuvre de Porter conjugue trois approches: une volonté de percer le caractère des peuples, l’analyse des organisations qu’il rencontre, et un goût prononcé de l’anecdote diplomatique. Elle tient sa cohérence de la place centrale accordée à la religion dans l'analyse de la société ottomane.

### Une volonté de percer le caractère des peuples qu’il rencontre
Ces essences se glissent dans les explications politiques, religieuses ou historiques. Ainsi le caractère des Turcs est posé et calme, taciturne (tout cela également en religion), mais veillant à son intérêt et capable de rancune et vengeance. La différence entre le Turc des villes, insidieux, et le Turc des campagnes, simple et franc, s'explique par la corruption naturelle due au nombre (et non à un quelconque contact des Musulmans avec des Juifs ou des Chrétiens). Parfois ces caractéristiques sont présentées à la manière de maladies qui se propagent : ainsi de la concussion des magistrats. Le portrait peu flatteur voire injurieux des Grecs et des Arméniens, tant au moral (astucieux, discoureurs), qu’au physique (femmes gâtées par les bains publics récurrents), l’amènent ainsi à un diagnostic tranché sur les Grecs : « Leur esprit inquiet parait les rendre incapables de vivre tranquilles, si ce n’est sous une domination étrangère » (p.104).

### L’analyse des organisations qu’il rencontre

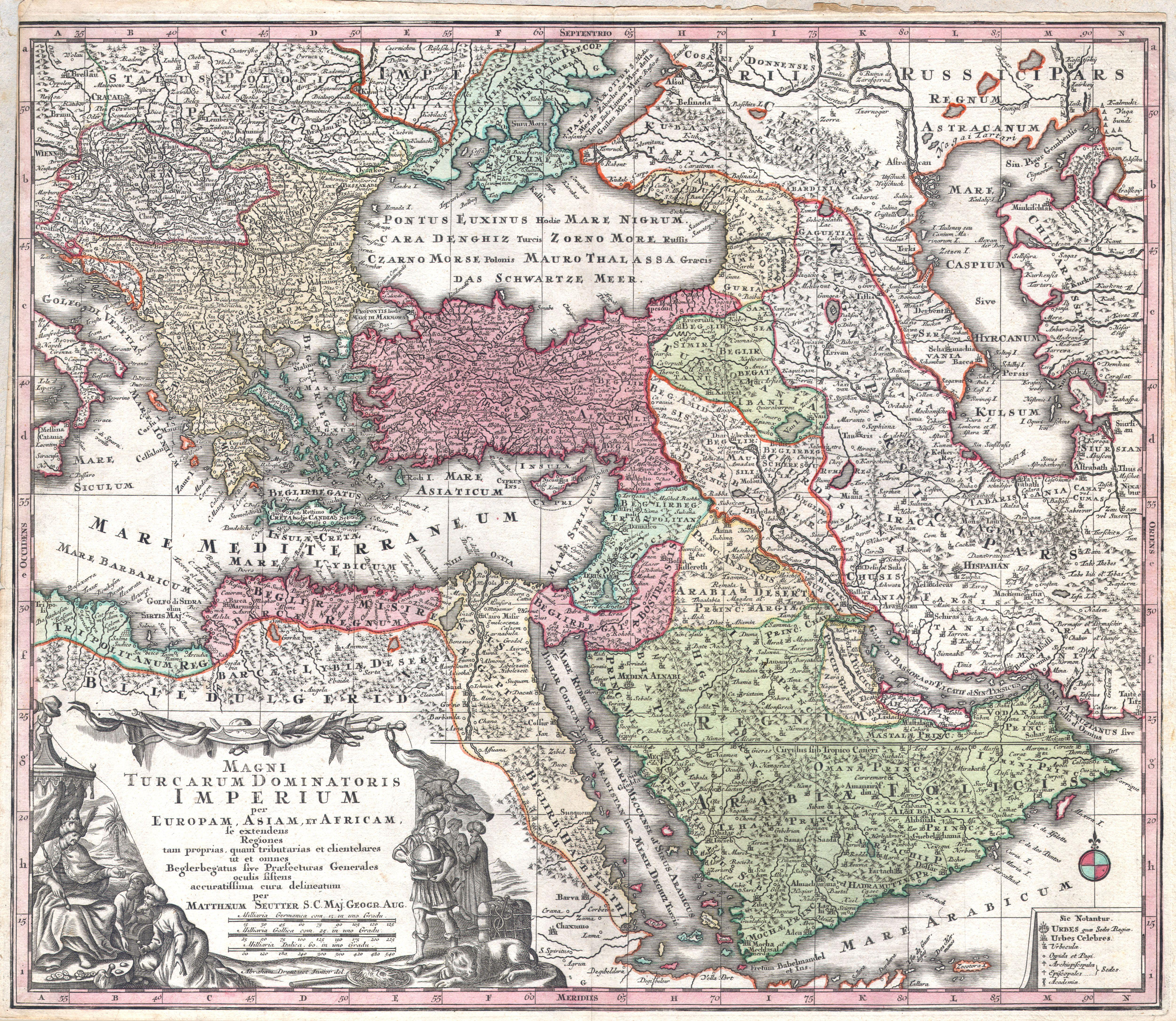
Carte de l'Empire ottoman en 1730

La réflexion sur les structures mentales le porte vers la description des organisations sociales, politiques et religieuses : Porter énumère les points de droit, énumère les sectes derviches (se démultipliant ou se restreignant comme un organisme : si l’on n’excite pas les sectes, elles meurent d’elles-mêmes), énumère les corps de l'armée ottomane. 
Porter s'interroge sur la stabilité du régime ottoman; il montre notamment les relations du politique et du judiciaire. Comment se fait-il qu'un vizir peut respecter un simple citoyen, telle cette femme refusant de laisser détruire sa maison? Comment, si l'on éduque les Turcs en rabâchant que le sultan est une institution de Dieu, peuvent-ils détrôner le sultan si brusquement? Sa solution s'appuie sur la religion et le judiciaire : en fait, le peuple est persuadé que le Sultan se doit d’obéir à un « divin corps de Loix »(I, p117) qui l’oblige autant qu’eux ; s'ils ne sont pas satisfaits, ils le déclarent impie et changent de sultan. De fait, l'aspect légal de la déposition - une déclaration du mufti au sultan généralement - permet d'éviter une apparence arbitraire au changement: « On destitue l’oppresseur, mais on place sur le trône son successeur légitime » (I, p119). La société ottomane n’est pas despotique, comme le prétend Montesquieu et ses épigones : le Koran, et le système juridique contraignant qui en découle sont au-dessus du sultan.

### L’art de l’anecdote diplomatique
Il aime percer les manœuvres de pouvoir et les déconvenues de la concussion ou du spectacle du pouvoir, sous les règnes de Mahmud Ier 1730-1754, Osman III 1754-1757 et Mustafa III. Et cela agrémente ses récits.

## L'islam et de la religion

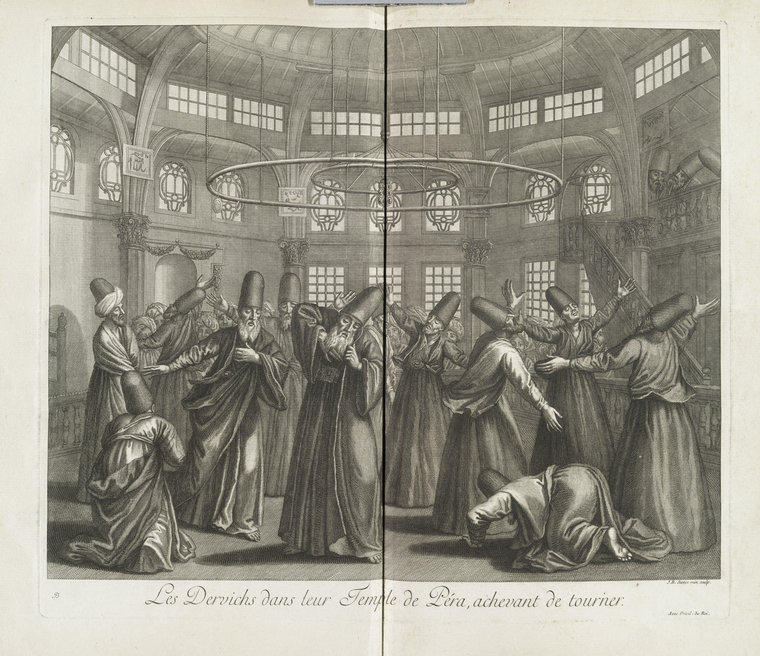
Une cérémonie de derviches par Jean-Baptiste van Mour, 1707; James Porter dresse un tableau des différentes sectes et de leur acceptation par l'État et la société

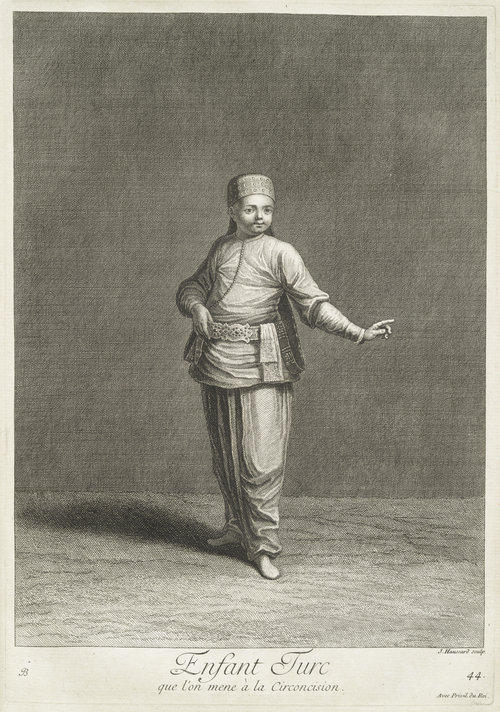
Enfant turc que l'on mene a la circoncision (Vanmour)

Avec son sens de l’organisme et son esprit analytique, il accorde dans sa description de la Turquie une place prépondérante à la religion, qui occupe la moitié de l’œuvre, soit le livre 1.  
Le Coran et l'islam sont pour Porter des constructions dont il montre les équilibres et les limites. Mahomet veut baser son système sur une vérité indubitable et donc imite le modèle des révélations juive et chrétienne (I, p. 69), en flattant la « cupidité » et la « sensualité » (I, p. 70) en promettant un paradis de délice. Pourtant, tout en empruntant des principes aux juifs et aux chrétiens, il ne réussit pas à donner à ces principes une source unique et vivifiante; ainsi Mahomet restreint-il le pardon et la charité aux seuls correligionaires contre une application universelle chez les Chrétiens (I, p. 76). Et des principes purement personnels, « plaisants », s’immiscent dans le texte, comme le règlement sur l’abus des vêtements somptuaires pour les femmes.
Par ses remarques contre le catholicisme romain ou contre les Grecs qui ont dénaturé l’essence de la religion, on perçoit la conception de la religion de Porter, fortement marquée par le protestantisme :  « pureté des mœurs, la charité fraternelle, le pardon des injures, la droiture & l’équité dans leurs rapports mutuels » (p. 129), une religion plus fondée donc sur le sens  spirituel et plus encore moral, dont la pureté fait la qualité d’une religion.
De manière empirique, dans la foi constatée chez les musulmans, la foi se réduit à peu de choses: l'acte de foi "Allah il Allah, Mahomet ressoul Allah", la circoncision puis de multiples rites irrationnels: les ablutions, ou encore cette tradition de tremper les habits du prophète, et de redistribuer l'eau. George Sale, le traducteur excellent du Coran a parfois été trop complaisant envers ces extravagances dans son désir de sortir de la tradition de réfutation du Coran.
Cela étant, ce n'est pas rédhibitoire pour une religion. Le principal moteur d'un tel organisme n'est il pas la coutume, ou même l'accoutumance? C'est là une des idées fortes de Porter : « L’espece humaine en général est familiarisée avec une Religion ; nous en suçons les idées avec le lait, nos parens ou les Prêtres affermissent ces idées, l’éducation, l’habitude les rendent ineffaçables, elles s’étendent à mesure que nous grandissons & deviennent une partie constitutive et individuelle de notre être » (I, p36). Cela est particulièrement favorable à une religion sur l'islam qui fait primer les rites et les pratiques sur la foi dans l’économie du salut. Ainsi de nombreux points forts de l'islam s'expliquent simplement par la prégnance de l'éducation religieuse dans la mentalité d'une population: que ce soit le mépris des autres religions ou l'interdit d'apostasier : enseignés depuis l’enfance, ils deviennent ensuite une partie constitutive de la foi des musulmans "turcs", et par conséquent de la religion musulmane.

## Éditions
- James Porter (trad. de l'anglais par Claude-François Bergier), Observations sur la religion, les lois, le gouvernement et les mœurs des Turcs [« Observations on the religion, law, government, and manners, of the Turks »], Londres, J.Nourse, 1769 (1re éd. 1768) (lire en ligne)
- Un extrait de l'ouvrage a été publié en tête de André Du Ryer, L'Alcoran de Mahomet, Amsterdam et Leipzig, Arkstée et Merkus, 1775 (1re éd. 1647) (lire en ligne)[2]